# Brachymeria falsosa
Brachymeria falsosa är en stekelart som först beskrevs av Joseph Vachal 1907.  Brachymeria falsosa ingår i släktet Brachymeria och familjen bredlårsteklar. Inga underarter finns listade.